# Asterophrys leucopus
Asterophrys leucopus är en groddjursart som beskrevs av Richards, Johnston och Burton 1994. Asterophrys leucopus ingår i släktet Asterophrys och familjen Microhylidae. IUCN kategoriserar arten globalt som otillräckligt studerad. Inga underarter finns listade.